# 23382 Epistrophos
23382 Epistrophos (4536 T-2) là một Trojan của Sao Mộc được phát hiện ngày 30 tháng 9 năm 1973 by C.J. van Houten and I. van Houten-Groeneveld.